# Медаља за унапређивање пољопривреде
Медаља за унапређивање пољопривреде је била одликовање Краљевине Југославије. 

## Историјат
Дана 6. септембра 1929. године донијет је закон о унапређивању пољопривреде, који су уз краља Александра I потписали министар пољоприв реде др. Отон Френгеш, министар правде и чувар државног печата др. Милан Сршкић те предсједник министарског савјета, министар унутрашњих послова и почасни краљев ађутант дивизијски генерал Петар Живковић. Чланом 30. закона прописано је да ће се сваке треће године у свим котарима (односно срезовима) приређивати такмичења пољопривредника у оним производима који се према програму рада котарског и обласног пољопривредног одбора, промовишу у томе котару. У такмичењу ће моћи судјеловати само пољопривредници који имају посјед на подручју котара. Такмичари су приликом излагања својих производа дужни да назначе на коликој су их површини узгајали, како су их обрађивали, колико су убрали укупно и по хектару (кат. јутру, дулуму). Те је податке требала потврдити надлежна општинска управа или котарски пољопривредни референт. Само такмичење имало би свечан карактер. Успјех сваког такмичара утврђивало је повјеренство, према прописаном правилнику Министарства пољопривреде. Најуспјешнији такмичар добиће награду котара, било у новцу, стоци или пољопривредним алатима и машинама, према својим потребама, те диплому и државну медаљу. Побједници котарских такмичења нису смјели учествовати у наредним котарским такмичењима, али се се упућивали у даље у обласно такмичење. Од жупанијске управе изабрано повјеренство одређује првака области, који добија обласну награду у новцу, диплому и државну медаљу. Резуллате свих првака области успоређује посебно формирано повјеренство министарства пољопривреде, које је проглашавало првака државе. Државни првак добија новчану награду, диплому и медаљу. Имена свих првака котара, области и државе објављиваће су у "Службеним новинама". На крају члаан 30. Закона о унапређивању
пољопривреде стоји: "Облик и све поближе о медаљама одредиће се посебним Законом. "Дана 15. марта 1930. утемељена је Медаља за унапређивање пољопривреде. Текст Закона о утемељењу медаље потписале су исте особе као и Закон о унапређивању пољопривреде.

## Изглед
Медаља за унапређивање пољопривреде има три степена: златни, сребрни и бронзани. У средини медаље налази се сприједа округли медаљон пречника 25 мм у којем је приказана глава краља у лијевом профилу, главу окружује натпис ALEKSANDAR I KRALJ JUGOSLAVIJE. У медаљону одозада је натпис у три реда: 3А / УНАПРЕЂЕЊЕ /ПОЉОПРИВРЕДЕ. Уз руб медаљона на обе стране је бисерна кружница. Медаљони су окружени вијенцем исплетеним од пољопривредних производа: на лицу је лијеви дио вијенца састављен од класја пшенице, хмеља и јечма, а десни дио од клипова кукуруза, јабука, крушака, шљива и грожђа. На наличју су споменути плодови вијенца смјештени обратно. У вијенац је при дну уплетена бијело емајлирана трака, свезана на крају у машну. У лијевом и десном дјелићу траке на лицу уписан је датум: 6-I (лијево) 1930 (десно). Горњи дио вијенца се сужава и укрштава; тако је обликован да обавља функцију ушице, на коју је причвршћена круна. Законом је прописано да висина круне не смије бити већа од 13 мм (мјерено до средине јабучице изнад круне), нити шира од 21 мм. Такође је прописано да медаља не смије бити виша од 50 мм (до средине јабучице), нити шира од 34 мм. Медаља се требала носити на лијевој страни прса, на двобојној, жутозеленој дугуљастој траци. Трака је димензија 80X36мм: жута и зелена пруга широке су 18 мм.
Одређено је да се медаља даје "земљорадницима првацима који су се према чл. 30 Закона о унапређивању пољопривреде на пољопривредним такмичењима са својим производима истакли, као и другим лицима без разлике сталежа,
која су стекла нарочите заслуге око унапређивања пољопривреде." Дакле, није изричито наведено да ће се бронзана медаља додјељивати котарским побједницима, сребрна медаља обласним побједницима, а златна медаља државним првацима, али се то подразумијевало. Медаљу би додјељивао краљ према свом мишљењу на приједлог министра пољопривреде. У првом случају указ о одликовању супотписивао би канцелар краљевских ордена, а у
другом случају министар пољопривреде. Уз медаљу је предвиђена и диплома.
Остале одредбе законског текста о оснивању медаље у складу су са одредбама за друга државна одликовања. Одликоване особе плаћале су одређену таксу. Краљ је могао ослободити носиоца медаље од плаћања таксе. Страни држављани нису плаћали таксу. Медаљу није требало вратити након смрти одликованог, али је нико други није смио носити. Иако је било одређено да ће имена добитника медаља бити објављивана у  Службеним новинама, у њима није објављено ништа у вези са одржавањем такмичења пољопривредника, као ни имена котарских, обласних и државних првака. То само по себи још није доказ да се такмичења нису одржавала, односно да медаље нису
додијељене. Ипак, све говори у прилог мишљењу да амбициозно планиран пројект стимулисања пољопривредника Краљевине Југославије није никад реализован. Број евидентираних примјерака медаље је минималан: двије златне и двије или три сребрне Медаље за унапређивање пољопривреде.
Медаља за унапређивање пољопривреде спомиње се у службеном издању Грбови, заставе и други државни амблеми и званични знаци Краљевине Југославије, штампаном у Београду 1936. године, али је изостављена њезина слика. Датум утемељења медаље наводи и Лаза Костић у свом дјелу "Одликовања" али не доноси њен опис. Надаље, Медаља за унапређивање пољопривреде не спомиње се у зборнику Закони и уредбе о орденима и медаљама са свим изменама и допунама од 1883-1935, који је саставио канцелар краљевских ордена Драгољуб Јеремић. Засад су непознати разлози неодржавања такмичења пољопривредника. Можда такмичења нису одржана услед насталих проблема око израде медаља или медаље нису израђене у већој серији, јер се знало да такмичења неће бити. Друга је могућност вјеројатнија, јер тешко је замислити да је државној благајни понестало новца за израду стотињак медаља. Облик постојећих примјерака медаља у Загребу и Београду одговара опису у закону о утемељењу Медаље за унапређивање пољопривреде од 15. марта 1930. Ради се дакле, о прототиповима прихваћених и службених одликовања Краљевине Југославије. Облик медаље не би се описивао у Службеним новинама да медаље нису прије тога израђене и службено прихваћене. Тек кад је тај дио посла обављен, било је могуће прогласити Закон о утемељењу медаље и дати опис њезина изгледа. Извршење Закона о утемељењу медаље године било "замрзнуто" због утицаја велике свјетске кризе.